# Christine Wirz-von Planta
Christine Wirz-von Planta (geboren am 26. März 1944 in Bern; heimatberechtigt in Basel, Susch und Gelterkinden) ist eine Schweizer Politikerin (LDP). Sie war Grossrätin des Kantons Basel-Stadt sowie von 2001 bis 2003 Nationalrätin.

## Leben
Christine Wirz-von Planta verfügt über ein Handelsdiplom und war in der Werbebranche tätig. Sie trat 1972 im Alter von 28 Jahren der LDP bei.
1987 wurde sie erstmals in den Grossen Rat des Kantons Basel-Stadt gewählt. Von 1989 bis 1996 war sie Parteipräsidentin der LDP. Während dieser Zeit war sie nicht mehr beruflich tätig, sondern übernahm zusätzlich zu ihren politischen viele ehrenamtlichen Mandate. 1993 wurde sie in den Bürgerrat, die Exekutive der Bürgergemeinde der Stadt Basel gewählt. Infolgedessen wurde sie auch Statthalterin der Christoph Merian Stiftung (CMS). 2001 trat sie nach ihrem Nachrücken in den Nationalrat von beiden Ämtern zurück. Sie blieb bis 1997 Grossrätin, als sie wegen der geltenden Amtszeitbeschränkung ausschied. Nach einer Pause von vier Jahren amtierte sie erneut von 2001 bis 2016, zuletzt als Fraktionspräsidentin.
Bei den Nationalratswahlen 1999 erreichte sie den ersten Ersatzplatz hinter dem bisherigen Christoph Eymann. Im Jahr 2000 war sie als Kandidatin für die Regierungsratswahlen im Gespräch, unterlag aber parteiintern Eymann. Nach dessen infolge seiner Wahl in den Regierungsrat erfolgten Rücktritt aus dem Nationalrat rückte sie 2001 nach. 2002 wurde sie Vizepräsidentin der nationalen Mutterpartei LPS.
Bei den Eidgenössischen Parlamentswahlen 2003 kandidierte sie für den Ständerat. Dabei konnte sie sich nicht gegen Anita Fetz durchsetzen, die für die SP den Sitz des zurückgetretenen Gian-Reto Plattner verteidigte. Wirz-von Planta verlor auch ihr Nationalratsmandat (Basel-Stadt standen nur noch fünf statt sechs Sitze im Nationalrat zu).
Ehrenamtlich war Wirz-von Planta unter anderem im Vorstand und als Präsidentin der Frauenzentrale Basel, als staatliche Delegierte bei der Basler Freizeitaktion, Stiftungsrätin der Musikakademie Basel, im Programmbeirat von Radio Basel, als Vorstandsmitglied des Verbands gemeinnütziger Alters- und Pflegeheime (VAP), Präsidentin der Stiftung pro Rehab Basel und Verwaltungsrätin der Rehab Basel AG tätig.
Sie war verheiratet mit dem Chemiker Hans-Jakob Wirz (1942–2022) und Mutter von drei Kindern.